# Papillaria guarapiensis
Papillaria guarapiensis là một loài Rêu trong họ Meteoriaceae. Loài này được Besch. mô tả khoa học đầu tiên năm 1891.